# USS Hyman G. Rickover (SSN-795)
| «Гаймен Ріковер»                | «Гаймен Ріковер»                                                             | «Гаймен Ріковер»                                                             |
| ------------------------------- | ---------------------------------------------------------------------------- | ---------------------------------------------------------------------------- |
| USS Hyman G. Rickover (SSN-795) |                                                                              |                                                                              |
|                                 |                                                                              |                                                                              |
|                                 |                                                                              |                                                                              |
| Під прапором                    | США                                                                          | США                                                                          |
| Сучасний статус                 | Закладений                                                                   | Закладений                                                                   |
| Проєкт                          |                                                                              |                                                                              |
| Тип ПЧ                          | Підводний човен атомний багатоцільовий з ракетами крилатими типу «Вірджинія» | Підводний човен атомний багатоцільовий з ракетами крилатими типу «Вірджинія» |
| Вартість                        | $1,8−2,5 млрд.                                                               | $1,8−2,5 млрд.                                                               |
| Основні характеристики          |                                                                              |                                                                              |
| Швидкість (надводна)            | вузлів (км/год)                                                              | вузлів (км/год)                                                              |
| Швидкість (підводна)            | 25-34 вузлів (46- 62км/год)                                                  | 25-34 вузлів (46- 62км/год)                                                  |
| Робоча глибина занурення        | 240 м                                                                        | 240 м                                                                        |
| Гранична глибина занурення      | 500 м                                                                        | 500 м                                                                        |
| Автономність плавання           | діб                                                                          | діб                                                                          |
| Екіпаж                          | 100—120 осіб                                                                 | 100—120 осіб                                                                 |
| Розміри                         |                                                                              |                                                                              |
| Довжина найбільша (по КВЛ)      | 114,9 м                                                                      | 114,9 м                                                                      |
| Ширина корпусу найб.            | 10,5 м                                                                       | 10,5 м                                                                       |
| Водотоннажність надводна        | 7800 т                                                                       | 7800 т                                                                       |
| Озброєння                       |                                                                              |                                                                              |
| Торпедно- мінне озброєння       | Носові: 4 ТА калібру 533-мм, (27 торпед Mk-48)                               | Носові: 4 ТА калібру 533-мм, (27 торпед Mk-48)                               |
| Ракетне озброєння               | 12 вертикальних ПУ ракет «Томагавк»                                          | 12 вертикальних ПУ ракет «Томагавк»                                          |

«Гаймен Ріковер» (англ. USS Hyman G. Rickover (SSN-795)) - підводний човен типу «Вірджинія» IV серії. Названий на честь адмірала Гаймена Джорджра Ріковера, «батька американського атомного флоту».

## Історія створення
Підводний човен «Гаймен Ріковер» був замовлений 28 квітня 2014 року. 
Закладка відбулась 11 травня 2018 року. Очікуваний час вступу у стрій - кінець 2021-початок 2022 року.